# 갈비뼈

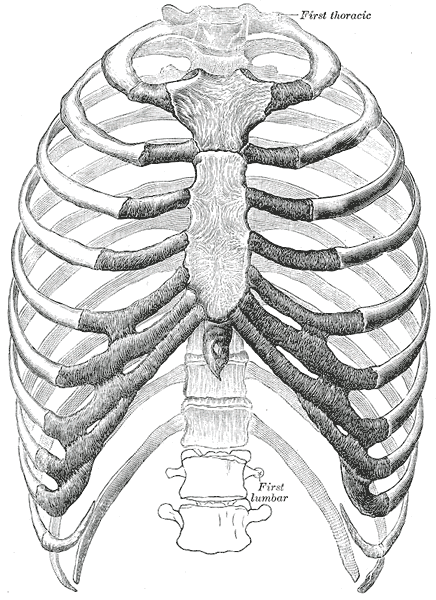
흉강.
(출처: 그레이 해부학, 20판. 1918.)

척추 해부학에서 갈비뼈 또는 늑골(肋骨, rib)은 가슴우리(또는 흉강)를 형성하는 긴 곡선의 뼈들이다. 대부분의 척추동물에서, 갈비뼈는 가슴을 둘러싸며, 폐, 심장, 그리고 다른 내부 가슴 내장 기관들을 보호한다. 몇몇 동물들, 특히 뱀은, 갈비뼈가 온몸의 지지와 보호

## 인체 해부학

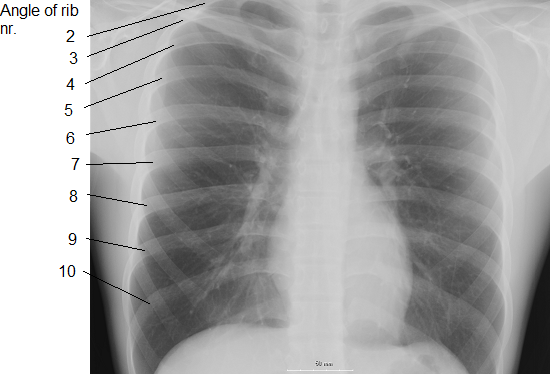
인체의 가슴의 X-레이 사진, 갈비뼈는 라벨 표시 되어있음

인간은 24개, 즉 12쌍의 갈비뼈를 가지고 있다. 첫 7쌍의 갈비뼈는 참갈비뼈(true ribs)라고 하며, 이들은 복장뼈(sternum)에 갈비연골(costal cartilage)을 통해 관절하고 있다. 나머지 5쌍은 거짓갈비뼈(false ribs)라 하며, 이 중 셋은 하나의 갈비연골을 통해 복장뼈에 연결되어있고, 둘(11번째와 12번째 갈비뼈)은 뜬갈비뼈(floating ribs), 또는 척추갈비뼈라 하여 복장뼈와 관절하지 않는다. 일부 사람에서는 뜬갈비뼈 두 개 중 하나가 없는 경우도 있고, 세 개인 경우도 있다. 일반적으로 성경의 아담과 하와의 얘기에 빗대어, 남자가 여자보다 갈비뼈가 하나 적은 것으로 생각하기도 하나, 이는 잘못된 상식이다.
가슴우리는 가로막(횡격막, diaphragm)으로 호흡 조절에 관여하는 아래 복부와 구분된다. 가로막이 수축하면, 가슴우리가 팽창하며, 이는 가슴 내의 기압을 떨어뜨려 폐 안으로 공기가 들어올 수 있게 해준다.

## 다른 동물들의 경우
포유류에서는, 갈비뼈가 보통 유방 부위에만 있는 것으로 생각하기 쉽다. 하지만, 포유류 배아의 발생 과정에서, 융합된 갈비뼈의 흔적이 목 또는 엉댕뼈(sacrum)에서 발견되는 척추 동물도 있다.
파충류에서는 갈비뼈가 목에서 엉치뼈까지 척추 모든 부분을 따라 있는 경우도 있다. 거북이의 등딱지와 배딱지의 경우 갈비뼈에서 분화된 연골로 이루어져있다.

## 임상
- 갈비뼈는 미용 또는 치료 목적으로 수술을 통해 전부를 제거하기도 한다.

## 같이 보기
- 위치에 대한 해부학 용어
- 뼈
- 늑골골절

## 참고 자료
- Clinically Oriented Anatomy, 4th ed. Keith L. Moore and Robert F. Dalley. pp. 62–64
- KMLE 의학 검색 엔진